# 聖和看護専門学校
聖和看護専門学校（せいわかんごせんもんがっこう）は、東京都足立区に所在する専修学校。看護学科のみが設置されている。運営母体は、医療法人社団　大和会。

## 概要
1967年に、聖和准看護学院の名で准看護学科を置いて開校。
1996年に、3年過程の専修学校、聖和看護専門学校となる。
男女共学で1学年60人という規模。
2022年11月24日に閉校を発表。
2023年が最後の入学で2024年より募集停止。
2028年に閉校。

## 所在地
- 東京都足立区西新井５丁目４２−７